# Rotenturm an der Pinka
Rotenturm an der Pinka é um município da Áustria localizado no distrito de Oberwart, no estado de Burgenland.